# Ray Aghayan
Gorgen Ray Aghayan (* 28. Juli 1928 in Teheran; † 10. Oktober 2011 in Los Angeles) war ein Kostümdesigner iranischer Herkunft. Für seine Entwürfe wurde er dreimal für den Academy Award nominiert.

## Leben

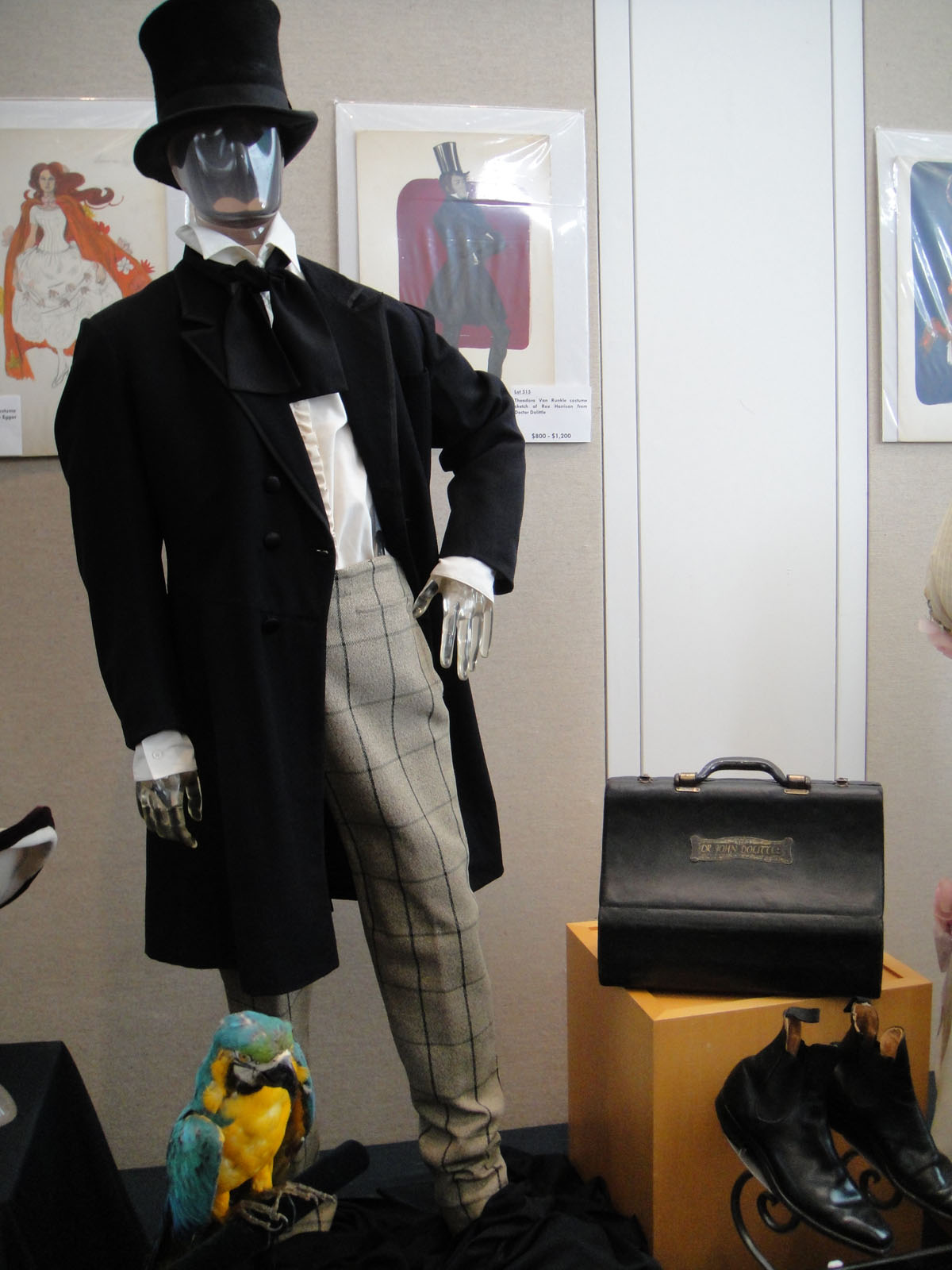
Kostüm von Rex Harrison im Film Doktor Dolittle (1967)

Aghayan kam 1928 in Teheran als Sohn wohlhabender Eltern zur Welt. Seine Mutter war Modedesignerin, so dass er bereits von Kind auf mit dem Thema Mode in Berührung kam. Aghayan interessierte sich schon früh für amerikanische Filme. Seine Familie erlaubte ein Studium in Amerika und so studierte er zunächst Architektur in Los Angeles, brach dieses Studium aber bereits nach wenigen Wochen ab und wandte sich dem Schauspiel-Studium zu. Er führte Regie und spielte in Theaterstücken und kam eher zufällig zum Kostümdesign. Bei einer seiner Regiearbeiten war kein Geld für einen benötigten Kostümbildner vorhanden und so entwarf Aghayan die Kostüme selbst. Ab 1957 arbeitete der Iraner für verschiedene Fernsehshows, so zum Beispiel 1958 für An Evening with Fred Astaire oder The Judy Garland Show im Jahr 1963. Als 1967 erstmals der Fernsehpreis Emmy für das Beste Kostümdesign verliehen wurde, erhielten Aghayan und sein Partner Bob Mackie, mit dem er über Jahrzehnte zusammenarbeitete, den Preis für den Fernsehfilm Alice Through the Looking Glass. Für die Olympischen Sommerspiele 1984 in Los Angeles gestaltete Aghayan die Kostüme für die Auftakt- und die Abschlussfeierlichkeiten. Zwischen 1960 und 2001 beriet Aghayan außerdem die Präsentatoren der jährlichen Oscarverleihung in Kleidungsfragen. 

## Filmografie (Auswahl)
- 1965: The Art of Love
- 1966: Derek Flint schickt seine Leiche (Our Man Flint)
- 1967: Derek Flint – hart wie Feuerstein (In Like Flint)
- 1967: Caprice
- 1967: Doktor Dolittle
- 1969: Gaily, Gaily
- 1972: Lady Sings the Blues
- 1975: Funny Lady

## Auszeichnungen und Nominierungen
Oscars
- Oscarverleihung 1970: Nominierung für Gaily, Gaily
- Oscarverleihung 1973: Nominierung für Lady Sings the Blues
- Oscarverleihung 1976: Nominierung für Funny Lady

Emmys
- Emmyverleihung 1967: Emmy für Alice Through the Looking Glass
- Emmyverleihung 1969: Nominierung für Carol Channing and Pearl Bailey On Broadway
- Emmyverleihung 1983: Nominierung für die Ausstattung der Oscarverleihung 1983
- Emmyverleihung 1987: Emmy für Diana Ross...Red Hot Rhythm and Blues
- Emmyverleihung 1988: Nominierung für die Ausstattung der Oscarverleihung 1988
- Emmyverleihung 1992: Emmy für die Ausstattung der Oscarverleihung 1992
- Emmyverleihung 1995: Nominierung für die Ausstattung der Oscarverleihung 1995
- Emmyverleihung 1997: Nominierung für die Ausstattung der Oscarverleihung 1997